# Inzet van Nederlandse ambulances in het buitenland

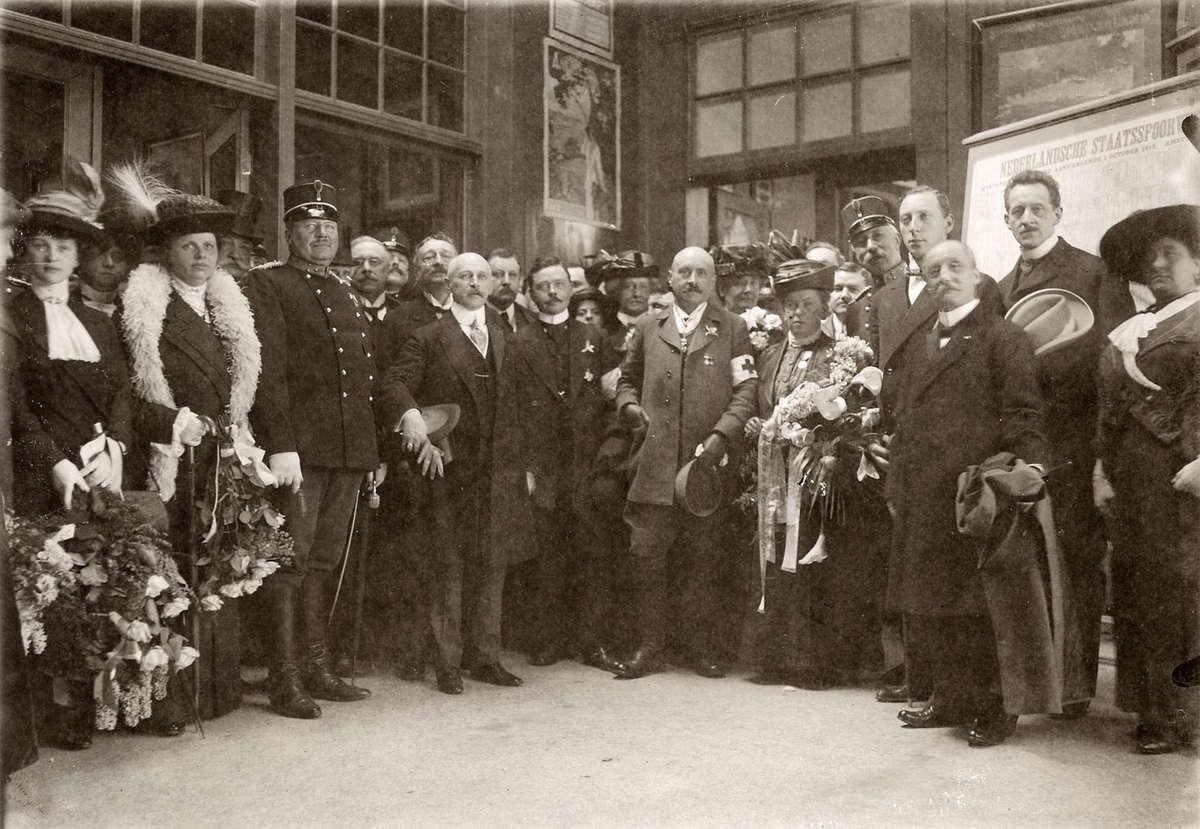
Terugkeer van de Montenegro-ambulance van dr. Koppeschaar. Amsterdam Weesperpoortstation, 26 april 1913.

In de negentiende en de eerste helft van de twintigste eeuw zond Nederland ambulances naar het buitenland. De term ambulance was toen de gangbare Nederlandse benaming voor een zwervend lazaret (naar het Franse hôpital ambulant) of veldhospitaal. Het huidige woord 'ambulance' in het Nederlands is een daarvan afgeleide term die alleen nog de betekenis van het vervoermiddel heeft.

## Oorsprong en inzet

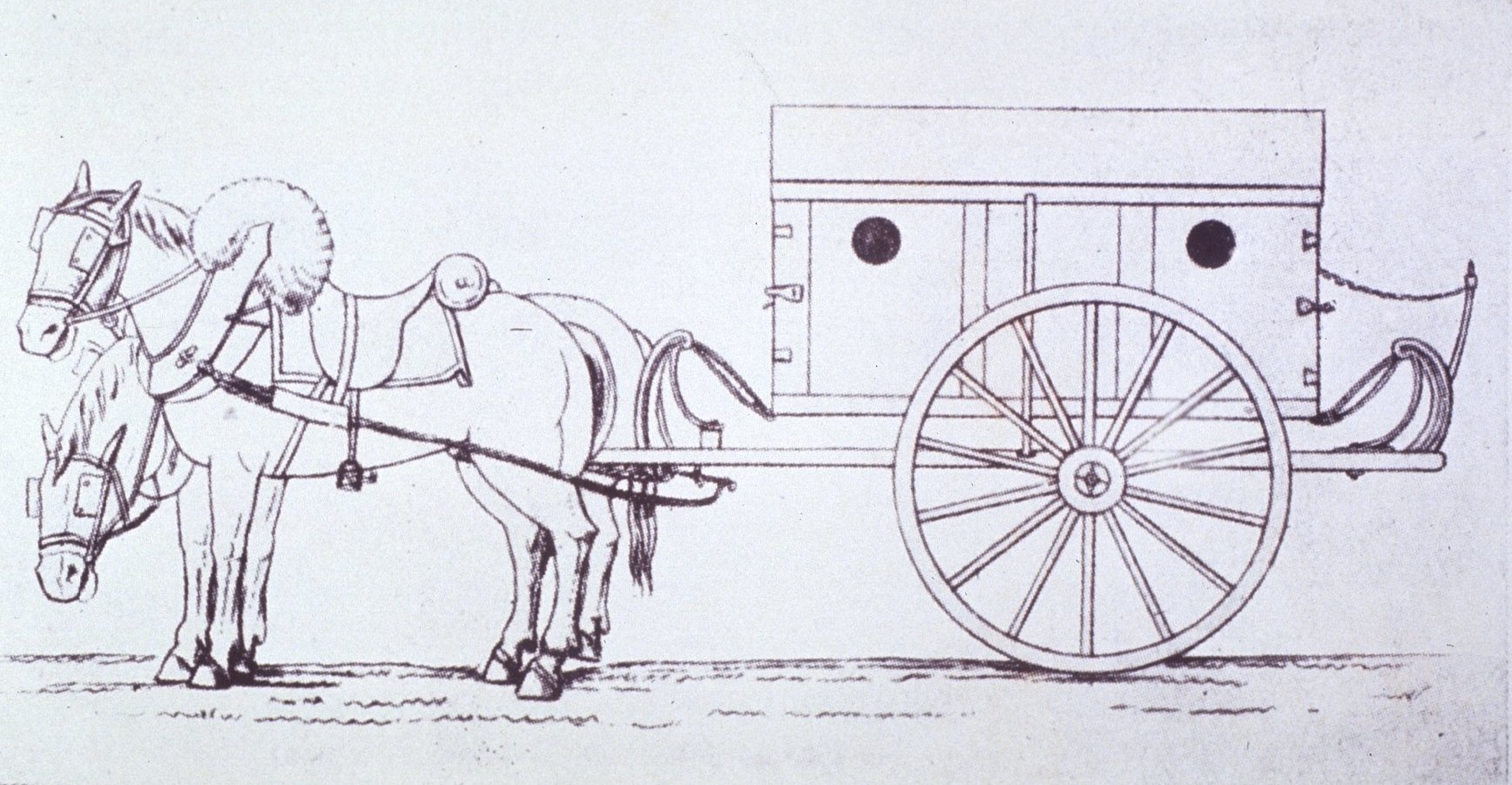
De hôpital ambulant van Larrey.

Verplaatsbare lazaretten werden in 1793 uitgevonden door de Franse arts Jean-Dominique Larrey tijdens het Beleg van Mainz. Tussen 1870 en 1940 werden Nederlandse ambulances ingezet in het buitenland bij oorlogen en epidemieën. De neutraliteitspolitiek van Nederland en de rol die het voor zichzelf zag in op het wereldtoneel hebben daar in belangrijke mate aan bijgedragen. Vaak werd de medische inzet in het buitenland georganiseerd door het Nederlandse Rode Kruis, soms werd deze mede bekostigd door particuliere inzameling.
Tijdens de Balkanoorlogen waren er naast de officiële Nederlandse Rode Kruis-ambulances ook volledig particulier gefinancierde Nederlandse ambulances. Dat waren dus Artsen zonder Grenzen avant la lettre. Tijdens de Eerste Wereldoorlog, wanneer het neutrale Nederland omringd is door oorlogvoerende landen, hield de regering de inzet van officiële Nederlandse Rode Kruis-ambulances tegen en stelde ze een exportverbod in voor genees- en verbandmiddelen. Tijdens de Eerste Wereldoorlog bestond de Nederlandse inzet dus noodgedwongen uit particulier initiatief. De laatste twee Nederlandse Rode Kruis-ambulances werden ingezet in Ethiopië en aan het einde van de Winteroorlog.
De Nederlandse inzet in die 70 jaar was divers en varieerde in grootte, duur en samenstelling. Het minimum was de inzet van een arts en een verpleegster, met hun eigen instrumenten, terwijl aan de andere kant van het spectrum er volledig geoutilleerde ambulances waren van vele tientallen personen, die bestonden uit een medische staf met ondersteunend en huishoudelijk personeel. De uitzendingen konden enkele maanden duren, tot soms vele jaren en de betrokken medici en verpleegkundigen konden militairen of burgers zijn. Hun inzet was niet zonder gevaar, al vielen de meeste Nederlandse slachtoffers als gevolg van besmetting tijdens de bestrijding van infectieziekten en niet ten gevolge van oorlog.
In de begindagen werd, de goede bedoelingen van de Nederlandse inzet ten spijt, de (eerste) Conventie van Genève niet altijd door alle strijdende gerespecteerd. Dit was bijvoorbeeld het geval bij de tweede ambulance die werd ingezet tijdens de Tweede Boerenoorlog en waarvan de deelnemers tot tweemaal toe door de Britten gevangen werden genomen.

## Frans-Duitse Oorlog
Kort na de oprichting van het Nederlandse Rode Kruis volgde tijdens de Frans-Duitse Oorlog de eerste inzet. Het Nederlandse Rode Kruis stuurde tien ambulances: zeven naar Frankrijk en drie naar Duitsland. Na terugkomst kon aan de deelnemers aan deze ambulances de Herinneringsmedaille 1870-1871, de eerste onderscheiding van het Nederlandse Rode Kruis, worden verleend.
De zevende ambulance, onder leiding van Charles William Meredith van de Velde en waaraan ook de generaal-majoor inspecteur van de geneeskundige dienst der landmacht Giesbers deelnam, werd ingezet in Versailles. Na terugkomst schreef Van de Velde een boekje over zijn ervaringen.

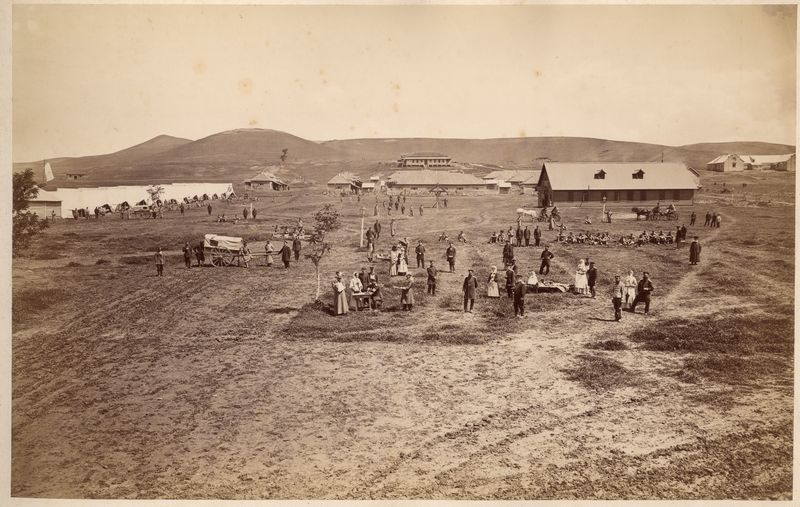
Een ambulance in Tiflis, 1878.

## Russisch-Turkse Oorlog
Tijdens de Russisch-Turkse Oorlog was de inzet aanzienlijk beperkter, in 1877 werd Arif Bey in Constantinopel ondersteund vanuit Nederland en bevond er zich aan de grens tussen Rusland en Turkije in Tiflis, Koetaisi en Alexandropol een ambulance onder leiding van de Baltisch Duitse arts Gustav Tiling. Het initiatief hiervoor werd genomen door dominee Hendrik Gillot van de Nederlandse Hervormde Kerk in Sint-Petersburg, die goed was voor meer dan twee derde van de kosten, terwijl de rest werd gedragen door het Nederlandse Rode Kruis.

## Tweede Boerenoorlog

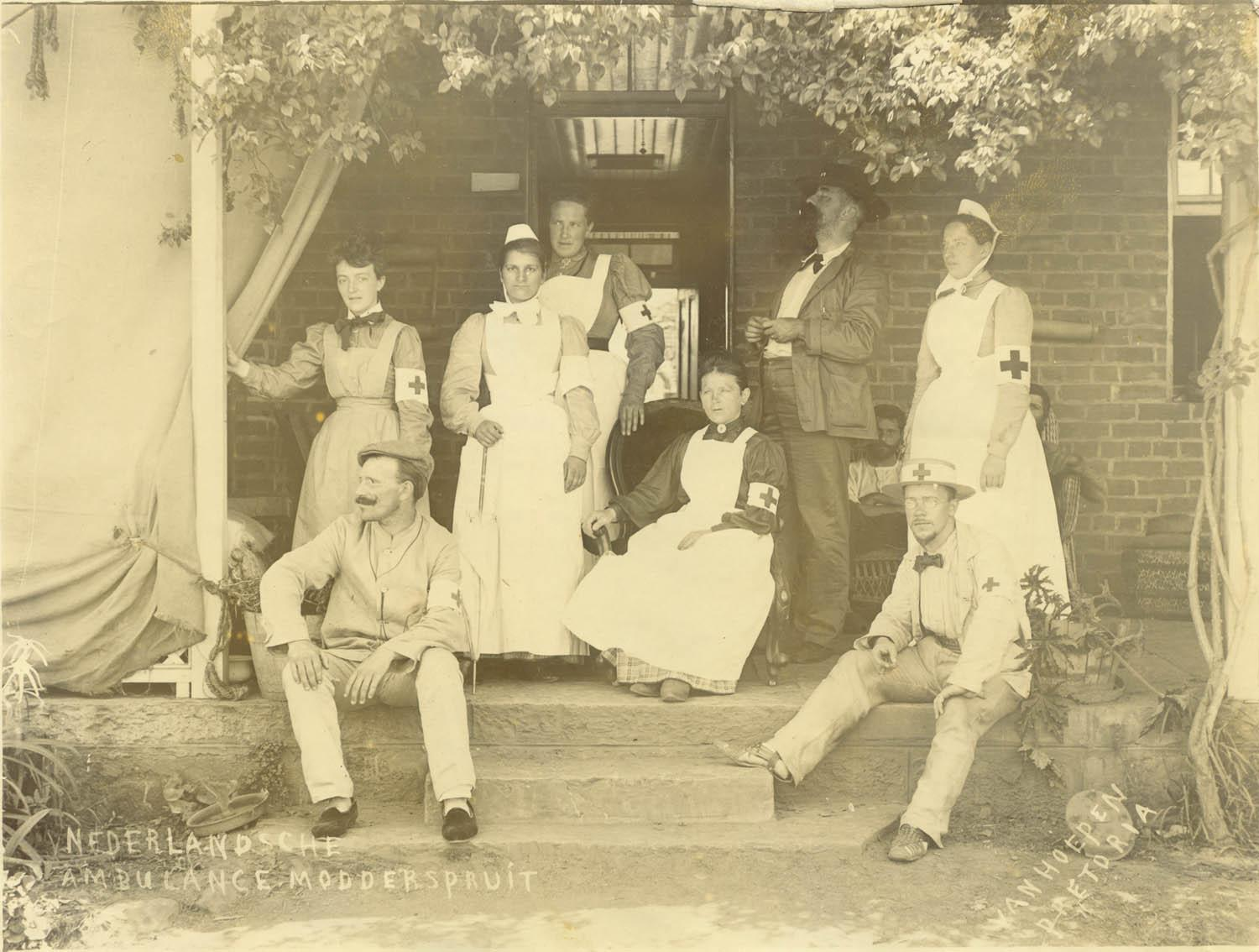
Nederlandse ambulance in Modderspruit, 1900.

Rond de eeuwwisseling, tijdens de Tweede Boerenoorlog, stuurde het Nederlandse Rode Kruis vier ambulances naar de oorlogsgebieden in Oranje Vrijstaat en Transvaal. De zogenaamde derde ambulance, in Kroonstad, was een gezamenlijk Russisch-Nederlands initiatief. Ook deze was een initiatief van Gillot.
Over de onfortuinlijke tweede ambulance van dr. Koster, waarvan de artsen door de Britten op verdenking van spionage krijgsgevangen werden gemaakt, verscheen al in 1901 een boek van zuster Hellemans, een van de verpleegsters die naar huis werden gestuurd. Dat gebeurde op een moment dat de artsen nog niet in Nederland waren teruggekeerd.

## Balkanoorlogen
Na enige aarzeling, maar op weg geholpen door een anonieme gift van 40.000 gulden, besloot het Nederlandse Rode Kruis alsnog om tijdens de Eerste Balkanoorlog in actie te komen. Mogelijk kwam deze gift van de filhellenist Adriaan Goekoop. Er werden drie Nederlandse Rode Kruis-ambulances gevormd: één naar Turkije (G.W.S. Lingbeek, Constantinopel), één naar Griekenland (Bierens de Haan, Saloniki en Preveza) en één naar Bulgarije (dr. Sikemeier, Tsjorloe) . Bij de inzet van deze derde ambulance kwam de 28-jarige sergeant-ziekenverpleger W.P. Braam om als gevolg van een combinatie van tyfus, longontsteking en pleuritis.
Door particuliere inzameling werden nog twee Nederlandse ambulances buiten het Rode Kruis om bekostigd: één naar Montenegro (Herman Koppeschaar, Cetinje) en één naar Servië (Arius van Tienhoven, Belgrado).
Bij het uitbreken van de vijandelijkheden tijdens de Tweede Balkanoorlog, keerde Van Tienhoven terug naar Servië. In de herfst van dat jaar voegde Van Hamel zich bij hem in Valjevo, terwijl Lingbeek, die in Nederland de laatste hand legde aan de afwikkeling van de ambulance in Constantinopel, een ambulance inrichtte in Belgrado.. Beide ambulances keerden in oktober terug.
Veel van de deelnemers aan de ambulances tijdens de Balkanoorlogen kwamen na afloop voor hun inzet in aanmerking voor de Medaille van het Rode Kruis, die in 1910 was ingesteld. Ook kon besloten worden om de deelnemers aan deze vijf ambulances de speciaal in het leven geroepen gesp “Balkan 1912/13” te verlenen. Voor haar deelname aan de ambulance in Servië en later tijdens de Eerste Wereldoorlog kreeg Ailke Westerhof in 1935 als eerste Nederlandse de Florence Nightingale-medaille.

## De derde pestpandemie
De uitgebreide ervaring die inmiddels was opgebouwd door de ambulances in oorlogstijd kwam in 1914 ook van pas in vredestijd, toen maatregelen werden genomen op Midden-Java ter bestrijding van de pest. De ziekte had in 1911, tijdens de derde pestpandemie, het eiland bereikt. Er werden vier pestambulances gestuurd. Ook nu niet zonder risico: op 7 juli 1915 overleed zuster H. Karssen. In totaal zijn er tot 1936 meer dan 200.000 slachtoffers op Java.

## Eerste Wereldoorlog
Mede doordat er tijdens de Eerste Wereldoorlog geen leidende rol was voor het Rode Kruis bij de inzet van ambulances, was deze inzet meer divers. In totaal waren er zeker tien ambulances waarbij Nederlanders waren betrokken. Het Rode Kruis richtte zich meer op de opvang van gewonde en zieke vluchtelingen in noodhospitalen in Nederland.
Nog in augustus 1914 keerde Van Tienhoven terug naar Servië, samen met zuster De Groote, die hem de vorige keer ook al begeleidde en met wie hij in 1916 zou trouwen. Ze richtten in Valjevo een ambulance in. Later kreeg deze ambulance vanuit Nederland versterking. De ambulance keerde terug naar Nederland nadat in Valjevo tyfus was uitgebroken. Deze ziekte had vrijwel alle Nederlandse leden aangetast. De dag na terugkomst overleed in Nederland verpleger A.F. Henken aan tyfus. Een klein jaar eerder was hij degene die met gevaar voor eigen leven tijdens het uitbreken van de Tweede Balkanoorlog de stoffelijke resten van broeder Braam uit Tsjorloe had gerepatrieerd.
Pas vanaf de zomer van 1915, toen er voldoende geld was binnengehaald, kwamen de overige ambulances op gang. In augustus vertrok Bierens de Haan naar Parijs, waar hij de leiding nam over de Nederlandse ambulance in Le Pré Catelan. Deze bleef tot 1919 actief.
Diezelfde maand vertrok een tweede ambulance voor Servië onder leiding van Doorenbos naar Niš. Bij deze inzet overleed P. Beyers in een ziekenhuis in Újvidék, toen hij onderweg was om zich aan te sluiten bij de ambulance in Oostenrijk-Hongarije. Drie verpleegsters van deze ambulance, W. Forbes Schmelzer, M. van Oijen en G. van der Veen sloten zich eind 1915 aan bij de Engels-Amerikaanse ambulance van Lady Paget in Uskub.
Nog in 1915 vertrok de uit Servië teruggekeerde en inmiddels van de tyfus herstelde Van Tienhoven naar Frankrijk, waar hij zich vestigde in Vesoul.
Eind 1915 kwamen de ambulances naar Duitsland en Oostenrijk-Hongarije op gang. In december vertrok Lanz als kwartiermaker naar Gleiwitz. Zijn taak werd overgenomen door Van der Goot. In januari begon Van der Moer in Boedapest, met Frits Hijmans als chef-chirurg. Bij deze ambulance was ook Henriëtte Kuyper, de dochter van Abraham Kuyper, betrokken. In augustus 1916 ging een deel van deze ambulance in Olmütz aan de slag.
Ook in 1916 vestigden Bijleveld zich in Petrograd en Henri van Dijk zich in Monastir. Die laatste berichtte in de Nieuwe Rotterdamsche Courant in de rubriek “Onder de Menschen” van M.J. Brusse over zijn ervaringen. Deze bijdragen verschenen later gebundeld in boekvorm.
Hoewel er dus zeker tien ambulances waren met Nederlanders, leidde dit na de oorlog niet tot een massale toekenning van onderscheidingen, zoals dat na de Balkanoorlogen wel gebeurde.

## Tweede Italiaans-Ethiopische Oorlog

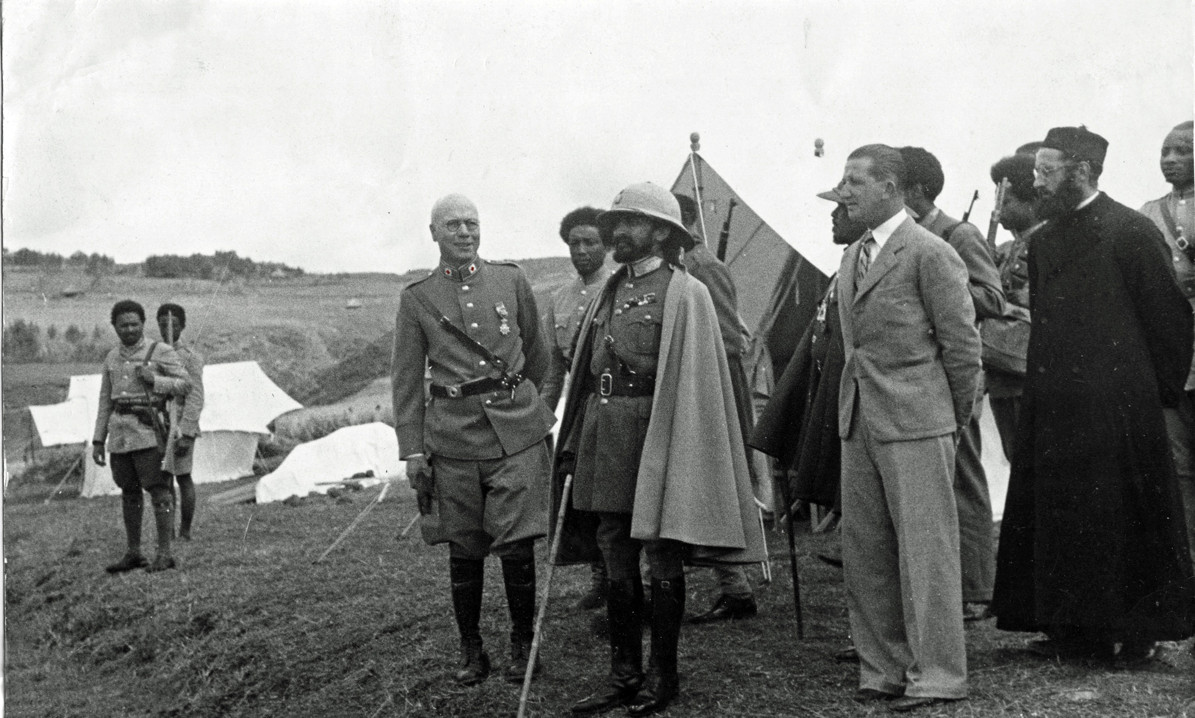
Winckel ontmoet Haile Selassie.

Omdat Italië een inzet van het Nederlandse Rode Kruis afwees, reisde de Nederlandse Rode Kruis-ambulance onder leiding van Charles Winckel ten tijde van de Tweede Italiaans-Ethiopische Oorlog af naar Abessinië. Na afloop van deze uitzending werd aan de deelnemers de Medaille van het Rode Kruis verleend met de gesp “Ethiopië 1935/36”. In 1936 verschenen twee boeken over deze ambulance: een door Charles Winckel en Nol Colaço Belmonte en een van de hand van Henk Veeneklaas.

## Winteroorlog
In januari 1940 werd besloten om in navolging van de Scandinavische landen een Nederlandse Rode Kruis-ambulance naar Finland te sturen tijdens de Winteroorlog. De ambulance stond onder leiding van Frederik Hendrik Meihuizen met Charles Winckel als kwartiermaker. Hoewel de vijandelijkheden stopten in maart, duurde het doordat Nederland zelf werd bezet nog tot de herfst van 1940 voor de leden van de ambulance konden terugkomen.
Zo kwam er, 70 jaar na de eerste inzet, een eind aan de Nederlandse ‘ambulance’ in deze vorm.

## Nederlandse ambulance Oostfront
Tijdens de bezetting werd vanaf 1941 in Nederland geworven voor een Nederlandsche ambulance Oostfront, een gezamenlijk initiatief van de Duitse bezetter en Duitsgezinden in Nederland. Deze was actief achter de frontlinies aan het Oostfront. Deze inzet had niet het karakter van een ambulance, maar eerder van een medische eenheid bij de SS.